# Impatiens mayae-valeriae
Impatiens mayae-valeriae är en balsaminväxtart som beskrevs av Fischer och Raheliv. Impatiens mayae-valeriae ingår i släktet balsaminer, och familjen balsaminväxter. Inga underarter finns listade i Catalogue of Life.